# Katedrála moře
Katedrála moře je španělský knižní bestseller, který byl přeložen již do více než 40 jazyků. Jeho autorem je právník a spisovatel Ildefonso Falcones. V tomto historickém románu najdete téma lásky, války, moru, hladomoru, čarodějnictví i antisemitismu a inkvizici. Děj se odehrává ve 14. století ve španělském Katalánsku.

## Obsah

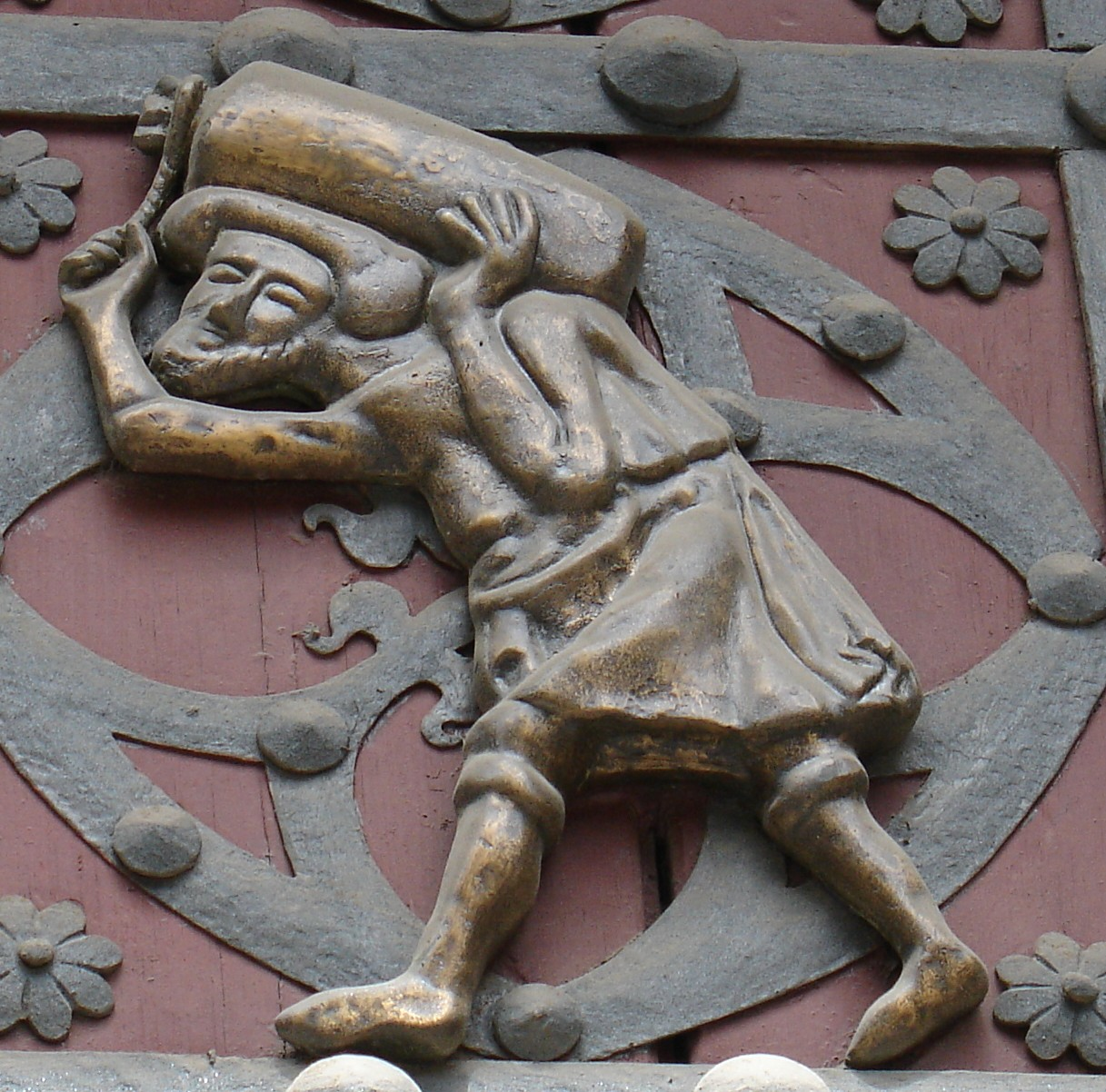
Nosič (bastaix) nosící zdarma kámen na stavbu kostela. Bronzový reliéf na hlavních dveřích kostela Santa Maria del Mar v Barceloně

Děj této knihy je zasazen do Barcelony a jejím hlavním hrdinou je Arnau Estanyol, syn uprchlého nevolníka, který obdržel právo svobody a získává záviděníhodný společenský status.
Nejdříve se z Arnaua stane tzv. bastaix, tj. nosič, který nosí těžké věci jako jsou kameny nebo balíky. Tito nosiči byli mezi lidmi velmi vážení. Arnau jako nosič pomáhá stavět katedrálu Santa Maria del Mar, která se stane jednou z nejdůležitějších věci v Arnauově životě.
Během pogromu proti Židům Arnau zachrání děti židovského prominenta, Chasdaje Crescase, který mu později pomůže stát se bohatým bankéřem. Kvůli závisti jeho protivníků byl pronásledován inkvizicí a poté zachráněn svými přáteli Guillemem, Mar, jeho milenkou Aledis a jeho bratrem Joanem.

## Ocenění
Napsání knihy trvalo autorovi 5 let a vyžádalo si obšírné studium středověkých dějin Katalánie. V jeho vlasti se kniha držela na prvním místě žebříčku bestselerů a autor se stal nejprodávanějším španělským spisovatelem historických románů. Nakonec román po celém světě dosáhl více než čtyř miliónů prodaných výtisků a získal mnoho prestižních ocenění:
- Fulbert de Chartres 2009 (Francie)
- Giovanni Boccaccio 2007 (Itálie - nejlepší zahraniční autor)
- Fundación José Manuel Lara 2006 (Španělsko - nejprodávanější román)
- Euskadi de Plata 2006 (Španělsko - nejlepší španělský psaný román)
- Qué Leer 2006 (Španělsko - nejlepší španělská kniha)